# Jacob Smith
Jonathan Jacob Charles William Smith (Monrovia, 21 gennaio 1990) è un attore statunitense.
Noto per il suo ruolo nel film Una scatenata dozzina (2003), e nel suo seguito del 2005 Il ritorno della scatenata dozzina.

## Biografia
Ha un fratello, Nathanael, e una sorella, Natasha.
Ha cominciato a recitare nell'ultima parte degli anni novanta, apparendo in numerose serie televisive quali Walker Texas Ranger, Cinque in famiglia e Una bionda per papà.
Durante questo periodo Smith ha recitato anche in film tra i quali Small Soldiers.
È stato scelto per interpretare Hansel nella versione cinematografica del 2002 di Hänsel e Gretel. 
Successivamente ha avuto il ruolo di uno dei dodici bambini nella commedia familiare Una scatenata dozzina, che ha avuto un notevole successo, dando a Smith grande fama nel pubblico, in particolar modo fra i preadolescenti e gli adolescenti.
Nel 2004 ha avuto un ruolo minore nel film Troy, inoltre è apparso nella serie televisiva Senza traccia.
Ha anche ripreso il suo ruolo di Jake Baker nel film Il ritorno della scatenata dozzina (2005).

## Filmografia
- Walker Texas Ranger (Walker, Texas Ranger), episodio "Il sosia" ("Iceman") (1997)
- Una bionda per papà (Step by Step), episodio "Un fantasma mascherato" ("Dream Lover") (1997)
- Small Soldiers (1998)
- Cinque in famiglia (Party of Five) – serie TV (1998 - 2000)
- Amore senza tempo  (Evolution's Child), regia di Jeffrey Reiner – film TV (1999)
- Il fantasma del Megaplex (Phantom of the Megaplex), regia di Blair Treu – film TV (2000)
- Law & Order - Unità vittime speciali (Law & Order: Special Victims Unit), episodio Ragazzo prodigio (2002)
- Il segno della libellula - Dragonfly (Dragonfly) (2002)
- Hansel & Gretel (2002)
- Una scatenata dozzina (Cheaper by the Dozen), regia di Shawn Levy (2003)
- Troy (2004)
- Senza traccia (Without a Trace), episodio "L'esca" ("Bait") (2004)
- Il ritorno della scatenata dozzina (Cheaper by the Dozen 2) (2005)
- Secret of a small town (2006)

## Doppiatori italiani
Nelle versioni in italiano delle opere in cui ha recitato, Jacob Smith è stato doppiato da:
- Flavio Aquilone ne Il fantasma del Megaplex, Il segno della libellula - Dragonfly
- Giacomo Lo Verso in Una scatenata dozzina, Il ritorno della scatenata dozzina
- Gabriele Patriarca in Small Soldiers
- Jacopo Castagna in Hansel & Gretel